# István Szabó (kajakarz)
István Szabó (ur. 15 czerwca 1950 w Budapeszcie) – węgierski kajakarz, dwukrotny medalista olimpijski i pięciokrotny mistrz świata.

## Kariera sportowa
Zdobył brązowy medal w wyścigu kajaków czwórek (K-4) na 1000 metrów na mistrzostwach świata w 1970 w Kopenhadze (w osadzie węgierskiej razem z nim płynęli: Peter Várhelyi, Csaba Giczy i István Tímár). Na kolejnych mistrzostwach świata w 1971 w Belgradzie zwyciężył w sztafecie jedynek K-1 4 × 500 metrów (oprócz Szabó startowali w niej Géza Csapó, Giczy i Mihály Hesz) oraz zdobył brązowy medal w konkurencji czwórek na dystansie 1000 metrów (wraz z Várhelyim, Zoltánem Bakó i Csapó). Zajął 6. miejsce w wyścigu K-4 na 1000 metrów na igrzyskach olimpijskich w 1972 w Monachium (z Várhelyim, Bakó i Csongorem Varghą). Zdobył srebrny medal w sztafecie K-1 4 × 500 metrów (wraz z Istvánem Csizmadią, Zoltánem Angyal i Róbertem Schaffhauserem) na mistrzostwach świata w 1973 w Tampere.
Wraz z Zoltánem Bakó zwyciężył w wyścigu dwójek (K-2) na 1000 metrów, a także zdobył srebrny medal w wyścigu czwórek na 10 000 metrów (razem z Giczym, Varghą i Zoltánem Romhanyim) oraz zajął 4. miejsce w sztafecie K-1 4 × 500 metrów na mistrzostwach świata w 1974 w Meksyku. Na mistrzostwach świata w 1975 w Belgradzie zwyciężył z Bakó w konkurencji dwójek na 10 000 metrów,  a także zdobył brązowy medal w konkurencji K-4 na 1000 metrów (z Bakó, Józsefem Deme i Jánosem Rátkaiem).
Szabó i Bakó zdobyli brązowy medal w wyścigu dwójek na 1000 metrów na igrzyskach olimpijskich w 1976 w Montrealu, przegrywając jedynie z osadą radziecką Władimirem Romanowskim i Serhijem Nahornym oraz z Berndem Olbrichtem i Joachimem Matternem z Niemieckiej Republiki Demokratycznej. Na mistrzostwach świata w 1977 w Sofii Szabó i Bakó zwyciężyli w tej konkurencji oraz zdobyli srebrny medal w wyścigu K-2 na 10 000 metrów (zajęli również wraz z Csapó i Zoltánem Sztanitym 5. miejsce w konkurencji K-4 na 1000 metrów), a na mistrzostwach świata w 1978 w Belgradzie zwyciężyli na 10 000 metrów i zdobyli brązowy medal na 1000 metrów. Na kolejnych mistrzostwach świata w 1979 w Duisburgu obaj zdobyli  srebrny medal w wyścigu dwójek na 1000 metrów i zajęli 4. miejsce w wyścigu na 10 000 metrów.
Na  igrzyskach olimpijskich w 1980 w Moskwie Szabó wystąpił w konkurencji K-2 na 1000 metrów w parze z Istvánem Joósem zdobywając srebrny medal za Uładzimirem Parfianowiczem i Sergiejem Czuchrajem z ZSRR, a przed Luisem Gregorio Ramosem i Herminio Menéndezem z Hiszpanii. Zdobył wraz z Joósem srebrny medal na 10 000 metrów na  mistrzostwach świata w 1981 w Nottingham, a w parze z Istvánem Tóthem brązowy medal na tym dystansie oraz zajął 5. miejsce an 1000 metrów na mistrzostwach świata w 1982 w Belgradzie. Szabó i Tóth zdobyli srebrne medale w wyścigu K-2 na 10 000 metrów na  mistrzostwach świata w 1983 w Tampere i na mistrzostwach świata w 1985 w Mechelen.